# CD1d
Antigen-presenting glycoprotein CD1d ist ein Oberflächenprotein.

## Eigenschaften
Es wird unter anderem in kortikalen Thymozyten und bei manchen T-Zell-Leukämien gebildet. CD1D ist im Zuge der adaptiven Immunantwort beteiligt an der Antigenpräsentation von Lipid-, Lipopeptid- und Glykolipid-Antigenen gegenüber den T-Zell-Rezeptoren von NKT-Zellen. Es bindet neben Lipiden auch an Beta-2-Mikroglobulin. CD1a ist glykosyliert und besitzt Disulfidbrücken. Weiterhin ist es beteiligt an der Zelladhäsion.